# دید تک‌چشمی
دید تک‌چشمی یا بینایی تک‌چشمی (به انگلیسی: Monocular vision) در گونه انسان به دیدن و استفاده از یک چشم شناخته می‌شود. درک عمق در دید تک‌چشمی در مقایسه با دید دوچشمی کاهش یافته‌است، اما همچنان به دلیل تطابق چشم و اختلاف منظر حرکتی فعال است. کلمه تک‌چشمی (monocular) از ریشه یونانی، mono به معنای تک و ریشه لاتین، oculus به معنای چشم گرفته شده‌است.
یادآوری می‌شود که کوسه‌های سرچکشی دارای دید دوچشمی و همچنین کمی دید تک‌چشمی هستند.
ناجفتی دید تک‌چشمی (Monocular vision impairment) به عدم بینایی در یک چشم و دید کافی در چشم دیگر اشاره دارد.
نشانه‌های تک‌چشمی هنگام دیدن یک صحنه با یک چشم، اطلاعات عمقی را ارائه می‌دهند.
پیشرفت‌های اخیر در یادگیری ماشینی محاسباتی، اکنون اجازه می‌دهد تا عمق تک‌چشمی کل صحنه به صورت الگوریتمی از یک تصویر دیجیتالی با استفاده ضمنی از یک یا چند مورد از این نشانه‌ها برآورد شود.
نمونه‌های زیادی از جانداران اسطوره‌ای وجود دارد که دارای یک چشم و در نتیجه دید تک‌چشمی هستند.
یک جانور افسانه‌ای دوست‌داشتنی با دید تک‌چشمی، یک سیکلوپ است.